# 몰타의 국기

몰타의 국기 비율 2:3

몰타의 국기는 1964년 9월 21일에 제정되었다.
빨간색과 하얀색 두 가지 색으로 구성된 세로 줄무늬 바탕에 왼쪽 상단에는 제2차 세계 대전 중이었던 1943년 당시 영국의 국왕이었던 조지 6세가 몰타인들에게 수여했던 세인트 조지 훈장이 그려져 있다.
빨간색과 하얀색은 1091년 시칠리아의 루제로 1세 백작이 디자인한 빨간색과 하얀색 두 가지 색의 체크 문양의 디자인을 한 기에서 유래된 색이다.
상선기는 하얀색 테두리를 두른 빨간색 바탕 가운데에 하얀색 몰타 십자가 그려진 형태의 디자인을 한 기를 사용한다.

## 색상
| 색상 | 하양                  | 빨강                | 회색                  |
| ---- | --------------------- | ------------------- | --------------------- |
| RGB  | 255–255–255 (#FFFFFF) | 207–20–43 (#CF142B) | 204–204–204 (#CCCCCC) |

## 그 외의 기

상선기 (비율 2:3)
해군기
대통령기

## 과거의 기

19세기에 사용된 영국령 몰타의 기
영국령 몰타의 기 (1875년 ~ 1898년)
영국령 몰타의 기 (1898년 ~ 1923년)
영국령 몰타의 기 (1923년 ~ 1943년)
영국령 몰타의 기 (1943년 ~ 1964년)
몰타의 민간기 (1091년 ~ 1943년, 비공식)
영국령 몰타의 민간기 (1943년 ~ 1964년, 비공식)
몰타의 왕실기 (1964년 ~ 1974년)

## 같이 보기
- 몰타의 국장